# 레이그투코투코
레이그투코투코(Ctenomys osvaldoreigi)는 투코투코과에 속하는 설치류의 일종이다. 아르헨티나의 토착종으로 코르도바 주 해발 2000m 이상 시에라스 그란데스 지역의 초원에서만 발견된다. 화재와 양 방목으로 인한 서식지 붕괴 때문에 위협으로 받고 있다. 일반명과 학명은 아르헨티나 생물학자 레이그(Osvaldo Reig, 1929–1992)의 이름에서 유래했다.